# Gillo Pontecorvo
Gilberto Pontecorvo, conocido como Gillo Pontecorvo (Pisa, 19 de noviembre de 1919-Roma, 12 de octubre de 2006) fue un director de cine italiano, célebre por su película La batalla de Argel.

## Biografía
De origen judío, estuvo comprometido con la causa antifascista desde su juventud. Ingresó en el Partido comunista en 1941, uniéndose a la resistencia italiana en 1943 hasta el final de la Segunda Guerra Mundial. Tras la invasión soviética de Hungría, abandonó en 1956 el Partido Comunista Italiano, aunque siguió siendo un marxista convencido.
Durante sus años universitarios entró en contacto con el antifascismo; en 1938, tras el endurecimiento de las leyes raciales, siguió a su hermano Bruno a París, con quien frecuentó el ambiente de los exiliados políticos italianos y del mundo cultural francés (conoció, entre otros, a artistas de todo tipo como Pablo Picasso, Igor Stravinsky y Jean-Paul Sartre). Desde la capital francesa comenzó a escribir como corresponsal de algunas revistas y se ganaba la vida participando en torneos de tenis. Durante este período realizó sus primeras experiencias en el cine, trabajando como asistente de Yves Allégret.

## Carrera cinematográfica
Después de la Segunda Guerra Mundial interpretó a un trabajador que fue fusilado en la película de Aldo Vergano The Sun Sale Again (1946), una obra financiada por ANPI. En 1948 sustituyó a Alfonso Gatto como redactor del periódico quincenal comunista Pattuglia, dirigido a los jóvenes. Profundamente impresionado por la película Paisà de Roberto Rossellini, Pontecorvo compró una cámara de película de 16 mm y rodó una serie de documentales de trasfondo social, como Missione Timiriazev (1953), Pane e zolfo (1956, un documental sobre los mineros de la región de Marche encargado por la Cámara de Trabajo de Ancona) y, también en 1956, el episodio Giovanna (esta vez dedicado a los trabajadores textiles de Prato) de La rosa dei venti, película comisariada por Joris Ivens. En los mismos años trabajó como asistente de dirección para Mario Monicelli, Steno y para la película episódica L'amore in città.
En 1957 dirigió su primer largometraje, The Great Blue Road, protagonizado por Yves Montand, Alida Valli y Massimo Girotti, que ganó un premio en el Festival Internacional de Cine de Karlovy Vary. 
En 1959 hizo un drama ambientado en los campos de exterminio nazis, Kapò, que fue nominado al Premio de la Academia a la Mejor Película de Habla No Inglesa. La película cuenta la historia de una joven judía deportada que, habiendo perdido a su familia, es engañada por un médico para sobrevivir convirtiéndose en supervisora del campo. La polémica suscitada por el crítico de Cahiers du cinéma Jacques Rivette sobre la inmoralidad del uso de un tranvía por parte del director para describir el suicidio de Emmanuelle Riva sigue siendo famosa.
Su trabajo más conocido fue en 1966: La batalla de Argel, que ganó el León de Oro en el Festival Internacional de Cine de Venecia. La película es un alegato contra el colonialismo en general y el francés en particular, en el que se narra la guerra entre el poder colonial francés y el Frente de Liberación Nacional argelino. Sigue los acontecimientos que llevaron al pueblo argelino a la independencia de Francia en un estilo seco y nervioso, a la manera de un noticiario, y se caracteriza por un fuerte sentido de la coralidad y la implicación emocional. La película, que estuvo prohibida en Francia hasta 1971, fue nominada a dos Premios Óscar de la Academia, al Mejor Director y al Mejor Guion Original, además de otra nominación dos años antes a la Mejor Película de Habla No Inglesa. Era inusual que un mismo filme recibiese nominaciones en dos años distintos.
En 1969 Marlon Brando fue el protagonista de una nueva película política dirigida por Pontecorvo: Queimada, que describe la opresión del colonialismo y la revuelta de los pueblos oprimidos en un país sudamericano. Se narra la historia de un aventurero inglés, enviado por Inglaterra a una supuesta colonia portuguesa del Caribe para levantar a los esclavos negros contra la élite colonial blanca y al tiempo conseguir que la isla, nominalmente independiente, caiga en manos del colonialismo económico de Gran Bretaña, evitando que el levantamiento se convierta en una revolución social, inspirándose lejanamente en la revolución haitiana.
En 1979 Pontecorvo abordó el tema del terrorismo vasco durante el franquismo en Operación Ogro, con Gian Maria Volonté, contando la historia del intento de asesinato del almirante y presidente del Gobierno Luis Carrero Blanco, que tuvo lugar en 1973. 
De 1992 a 1996 fue director del Festival Internacional de Cine de Venecia. Llevó a los jóvenes a vivir el festival como protagonistas y se constituyó el primer jurado de jóvenes para otorgar el prestigioso premio Anica-Flash a la mejor ópera prima. En 1992, como director del Festival de Cine de Venecia, invitó a la película yugoslava Tango argentino de Goran Paskaljević a pesar de que Yugoslavia estaba bajo un embargo de la ONU debido a las guerras yugoslavas. La película fue bien recibida y obtuvo el Premio del Público en aquella edición.
Fue candidato en dos ocasiones para los Premios Óscar, en 1961 por Kapò, en la que abordaba los campos de exterminio nazis, mediante la historia de un guardián alemán que ayuda a una mujer judía —en la categoría de mejor película en lengua extranjera— y en 1966 por La batalla de Argel —en la categoría de mejor director—. 
Entre 1992 y 1996 fue director de la Mostra de Venecia. En 2000, recibió el premio Pietro Bianchi en la Mostra de Venecia.
Durante la 50.ª edición del Festival de Cine de Venecia, Pontecorvo otorgó a Steven Spielberg un León de Oro a la Trayectoria, coincidiendo con el estreno de La lista de Schindler. En un momento de la ceremonia, Spielberg sorprendió a la audiencia al contar una anécdota: "Hace años, en un restaurante de Hollywood, un director estadounidense conoció a un director italiano y le dijo: 'Eres tan bueno, me gustaría hacer buenas películas como la tuya'. Tras el éxito del director estadounidense, el director italiano decidió, por estar en paro, subastar los recuerdos cinematográficos que poseía, entre ellos el León de Oro ganado en Venecia por La batalla de Argel. Ese director está aquí ahora, Gillo Pontecorvo, y esto, mostrándolo con el brazo levantado, es el León de Oro que le compré. Ahora, Gillo, te lo devuelvo. No se puede comprar la obra de un autor". Un sorprendido y conmovido Pontecorvo respondió: "¡Guárdalo! ¡Está en buenas manos!'".
Regresó al Lido en 1997 para presentar su cortometraje Nostalgia di protezione, parte de la película episódica I corti italiani. En 1999 fue director artístico de Mediartech en Florencia. En 2001 participó en la dirección colectiva de la película Another World is Possible sobre el G8 en Génova y al año siguiente en la del documental sobre el Foro Social Europeo en Florencia, Florencia, nuestro mañana. En 2005 rodó la película institucional del INPS junto a su hijo Marco Pontecorvo, su último compromiso en el plató.
Gillo Pontecorvo falleció el 12 de octubre de 2006 en el Policlínico Agostino Gemelli de Roma a la edad de 86 años, después de una larga e incurable enfermedad.
El archivo personal de Gillo Pontecorvo se conserva en Turín, en el Archivo Histórico del Museo Nacional del Cine.

## Vida personal
Fue hermano del eminente físico nuclear Bruno Pontecorvo y del biólogo genetista Guido Pontecorvo y padre del director de cine Marco Pontecorvo.

## Filmografía

### Largometrajes
- 1956: Giovanna, episodio de La rosa de los vientos (La rosa dei venti)
- 1957: Prisionero del mar (La grande strada azzurra)
- 1959: Kapò
- 1966: La batalla de Argel (La battaglia di Algeri)
- 1969: Queimada
- 1979: Operación Ogro (Ogro)
- 1997: Nostalgia di protezione, episodio de I corti italiani

### Documentales
- 1953: Missione Timiriazev
- 1954: Porta Portese
- 1954: Festa a Castelluccio
- 1955: Uomini del marmo
- 1956: Pane e zolfo
- 1958: Cani dietro le sbarre
- 1984: L'addio a Enrico Berlinguer
- 1989: Udine, episodio de 12 directores para 12 ciudades (12 registi per 12 città)
- 1996: Danza della fata confetto (cortometraje)
- 2001: Un altro mondo è possibile
- 2003: Firenze, il nostro domani

## Premios y distinciones
Premios Óscar
| Año  | Categoría                          | Película            | Resultado |
| ---- | ---------------------------------- | ------------------- | --------- |
| 1961 | Mejor película de habla no inglesa | Kapò                | Nominado  |
| 1967 | Mejor película de habla no inglesa | La batalla de Argel | Nominado  |
| 1969 | Mejor dirección                    | La batalla de Argel | Nominado  |
| 1969 | Mejor argumento y guion original   | La batalla de Argel | Nominado  |

Festival Internacional de Cine de Venecia
| Año  | Categoría       | Película            | Resultado |
| ---- | --------------- | ------------------- | --------- |
| 1966 | León de Oro     | La batalla de Argel | Ganador   |
| 1966 | Premio FIPRESCI | La batalla de Argel | Ganador   |